# Tomasz Listkiewicz
Tomasz Listkiewicz (* 6. Oktober 1978) ist ein polnischer Fußballschiedsrichterassistent. Er steht als dieser seit 2011 auf der Liste der FIFA-Schiedsrichter.

## Karriere
Als Assistent begleitete er nebst vielen Partien auf nationaler Ebene unter anderem international nebst Begegnungen auf Klub-Ebene auch Spiele von Nationalmannschaften. Hierbei war er unter anderem bei der UEFA Nations League und der Europameisterschaft 2016 als auch der Weltmeisterschaft 2018 sowie beim Arabien-Pokal 2021 vertreten. Zur Weltmeisterschaft 2022 wurde er ins Aufgebot der Assistenten berufen und gehört gemeinsam mit Paweł Sokolnicki zum Gespann des polnischen Hauptschiedsrichters Szymon Marciniak. Nach jeweils einem Einsatz in Gruppenphase und Achtelfinale wurde das Trio mit der Leitung des Endspiels zwischen Argentinien und Frankreich betraut.

## Persönliches
Listkiewicz ist der Sohn des ehemaligen FIFA-Schiedsrichters Michał Listkiewicz, welcher unter anderem im WM-Finale 1990 zwischen Deutschland und Argentinien als Linienrichter fungiert hatte.